# أردونيو الرابع ملك ليون
أردونيو الرابع المعروف بلقب الخبيث أو السيء (926 م - 962 م) هو ملك ليون بين عامي 958-960 م بعد أن خلع الملك سانشو الأول.
أردونيو الرابع هو ابن ألفونسو الرابع ملك ليون وقرينته أونيكا سانشيز النافارية وابن شقيق راميرو الثاني ملك ليون وابن شقيقة غارسيا سانشيز الأول ملك نافارا.
في عام 958 م، بعد عامين من حكم سانشو الأول، استفاد أردونيو من تمرد للنبلاء ليعتلى العرش. كان نبلاء ليون وقشتالة وجليقية قد ضجّوا من سانشو البدين، وبمساعدة من حميّه فرنان غونثالث كونت قشتالة. ومع ذلك، بعد أن انهزم فرنان أمام قوات سانشو القادمة من نافارا، فقد أردونيو عرشه، وفر أولاً إلى منطقة أستورياس ثم إلى برغش، حيث تخلى عن زوجته، مما أفقده دعم فرنان غونثالث، الذي تحالف مع غارسيا سانشيز الأول ملك نافارا. أرسل الكونت القشتالي أردونيو إلى غالب بن عبد الرحمن الناصري حاكم الثغر الأوسط في مدينة سالم، الذي أرسله إلى بلاط الأمويين. حينئذ، لجأ سانشو البدين إلى التحالف مع الخليفة الحكم المستنصر بالله، لتحييد الأمويين عن الصراع على عرش ليون، وعدم مساعدة الخليفة لأردونيو الذي توفي في منفاه في قرطبة.
خلال فترة قصيرة من حكمه، تزوج أردونيو لأسباب سياسية من أوراكا ابنة فرنان غونثالث الزوجة السابقة لابن عمه أردونيو الثالث ملك ليون. وبعد أن تخلى أردونيو الرابع عنها، تزوجت مرة أخرى من سانشو الثاني ملك نافارا. ووفقًا للمؤرخ سامبيرو، فقد ولدت أوراكا لأردونيو الرابع طفلين، ولكن مصيرهم مجهول. نسب المؤرخ ابن حيان القرطبي له ابنًا يدعى غارسيا، إلا أن أوراكا كان لها ابنًا بنفس الاسم، وهو الذي أصبح في المستقبل غارسيا سانشيز الثاني ملك نافارا من زوجها الثالث، مما يرجح كون ابن حيان قد أخطأ في نسبته لأردونيو. وبالمثل، يميل عدد قليل من العلماء المعاصرين لنسبة برمودو الثاني ملك ليون لأردونيو الرابع من زوجته أوراكا بدلاً مما هو شائع أنه ابنها من أردونيو الثالث ملك ليون.